# Modenheim
 (août 2025).
Motif : Presque aucun contenu et aucune source depuis quinze ans. Pas vraiment de traces de sources centrées sur ce simple quartier d’une ville moyenne.
- Archive Wikiwix
- Bing
- Cairn
- DuckDuckGo
- E. Universalis
- Gallica
- Google
- G. Books
- G. News
- G. Scholar
- Persée
- Qwant
- (zh) Baidu
- (ru) Yandex
- (wd) trouver des œuvres sur Wikidata

| 1. | Préciser le motif de la pose du bandeau. | Précisez le motif de la pose du bandeau en utilisant la syntaxe suivante : {{admissibilité à vérifier\|date=août 2025\|motif=remplacez ce texte par le motif}}                 |
| 2. | Informer les utilisateurs concernés.     | Pensez à avertir le créateur de l'article, par exemple, en insérant le code ci-dessous sur sa page de discussion : {{subst:avertissement admissibilité à vérifier\|Modenheim}} |

Modenheim est un quartier d'Illzach, dans l'agglomération mulhousienne.  Celui-ci prête son nom au club de football Association sportive Illzach Modenheim.

## Bref historique
La République de Mulhouse (Stadtrepublik Mülhausen) achète Illzach et Modenheim en 1437.
On y trouvait un moulin (XVe siècle) alimenté par le Quatelbach qui fonctionna jusqu'à la fin du XXe siècle.